# Neomarica caerulea
Neomarica caerulea är en irisväxtart som först beskrevs av Ker Gawl., och fick sitt nu gällande namn av Thomas Archibald Sprague. Neomarica caerulea ingår i släktet Neomarica och familjen irisväxter. Inga underarter finns listade i Catalogue of Life.

## Bildgalleri

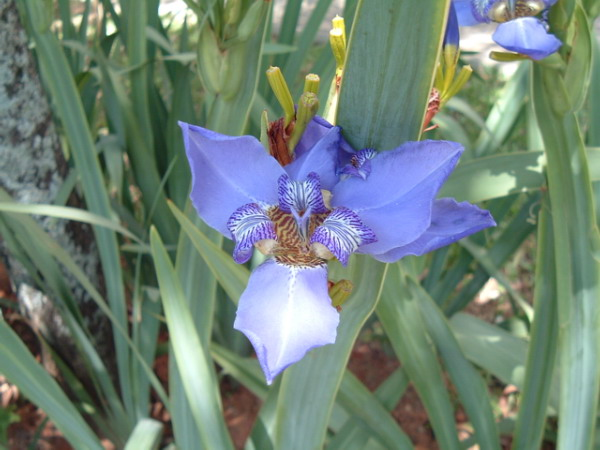
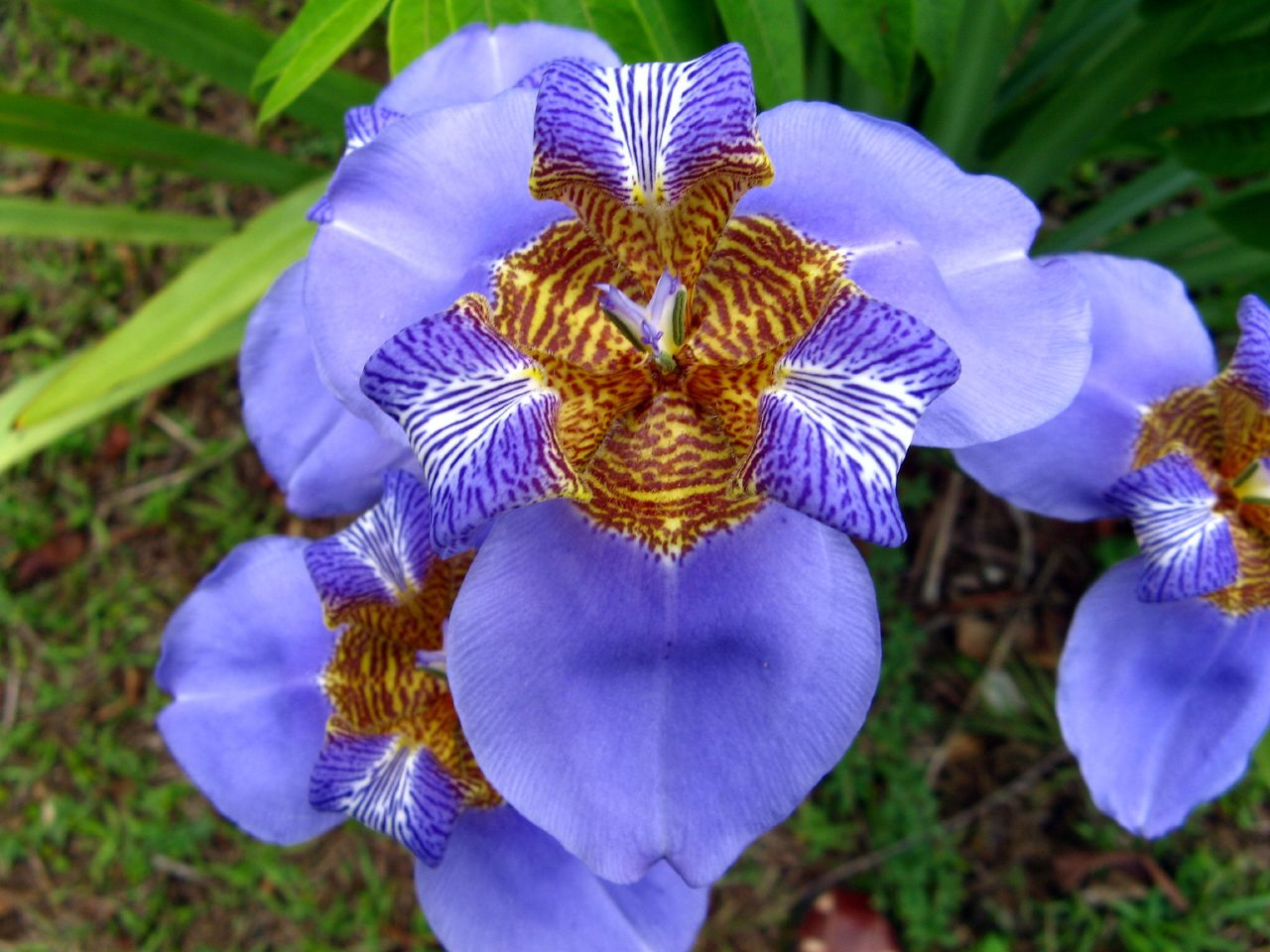
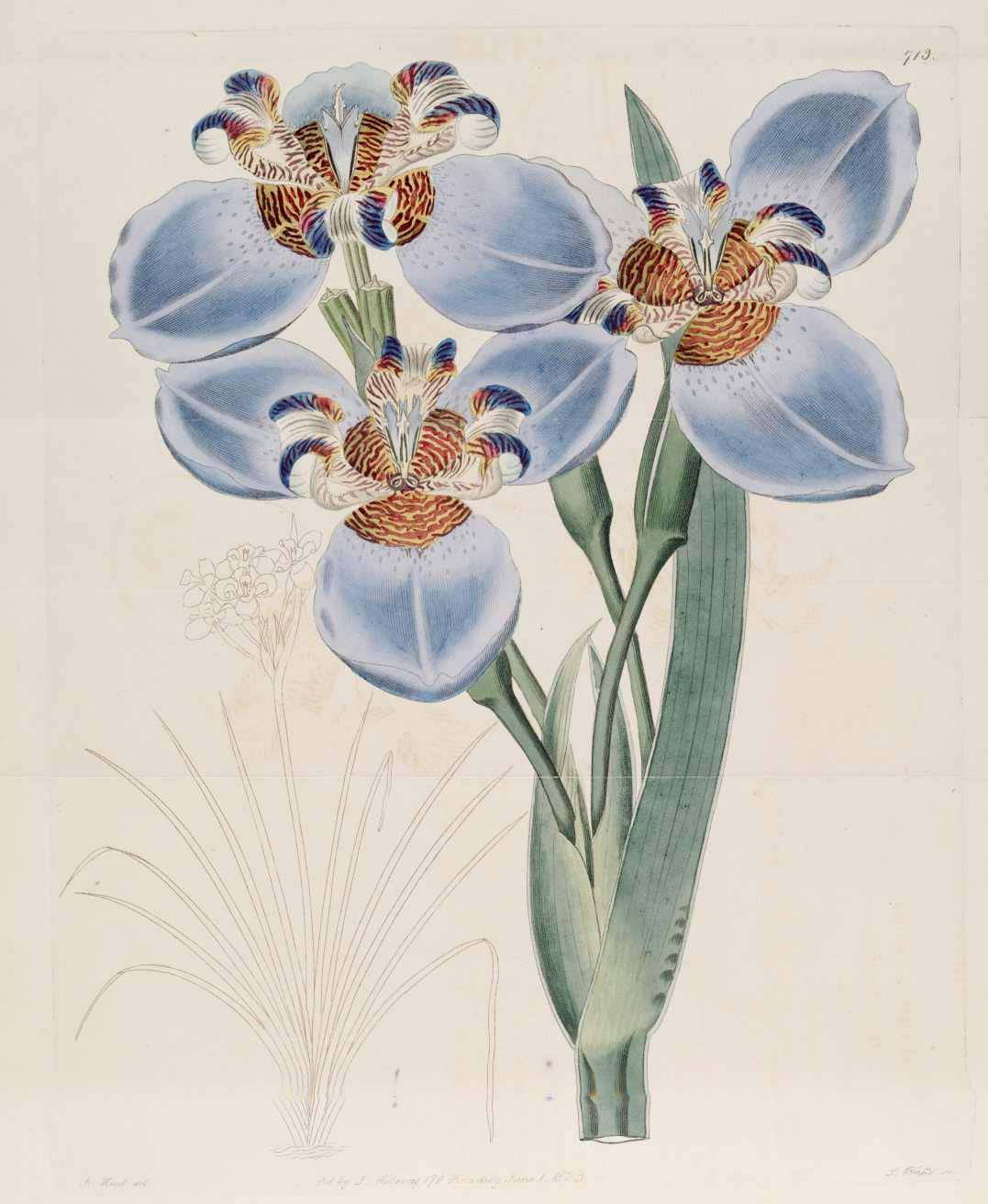